# The Crooked Letter
The Crooked Letter — роман в стиле фэнтези, выпущенный в 2004 году австралийским писателем Шоном Уилльямсом (англ. Sea Williams). В нём рассказывается об истории Сет и Адриана, поехавших в Европу во время праздников. Сет был убит и после этого они обнаружили, что Земля является лишь одной из многих сфер.
The Crooked Letter впервые была опубликована в бумажном формате издательством Voyager 30 июня 2004 года. Позднее книга была выпущена в Соединённых Штатах Америки и в твёрдом, и в мягком, переплётах – в 2006 и 2008 годах соответственно. The Crooked Letter является приквелом к более ранней работе Уильямса, Books of the Change и является первой из книг серии The Books of the Cataclysm. В 2004 году произведение The Crooked Letter выиграло Aurealis Award за «лучший роман в стиле фэнтези», а в 2005 году выиграло премию Ditmar Award за «лучший роман».